# Ганс ван Баален
Ганс ван Баален (нід. Hans van Baalen; нар. 17 червня 1960, Роттердам,  Нідерланди 29 квітня 2021) — нідерландський політик, депутат Європейського парламенту від Народної партії за свободу і демократію (з 14 липня 2009 року). Упродовж 1999–2002 та 2003–2009 був депутатом Палати представників Генеральних штатів.

## Життєпис
З 1979 до 1981 року він працював журналістом. Потім закінчив юридичний факультет Лейденського університету. Він працював у галузі консалтингу, певний час перебував на посаді директора в консалтинговій компанії Deloitte. 1986 року Ганс ван Баален вступив до консервативно-ліберальної партії Народна партія за свободу і демократію.
З вересня 1999 року до травня 2002 року і з січня 2003 року до липня 2009 року обіймав повноваження депутата Палати представників, нижчої палати Генеральних штатів. У цей час він був незмінним головою Комітету з питань оборони.
У виборах 2009 року був обраний до Європейського парламенту за списками VVD. Під час VII каденції приєднався до групи «Альянсу лібералів і демократів за Європу», а також до Комітету із закордонних справ і підкомітету з питань безпеки та оборони.
З 2009 року є президентом Ліберального інтернаціоналу (міжнародне об'єднання ліберальних партій).
2011 року Ганс ван Баален був оголошений персоною нон ґрата в Нікарагуа.
Кавалер ордена «За заслуги» III ступеня (2016).